# José María Setién
José María Setién   (Hernani, 19 de març de 1928 - Sant Sebastià, 10 de juliol de 2018) va ser un eclesiàstic basc, bisbe de Sant Sebastià entre 1979 i 2000.
Durant el seu episcopat va destacar per una postura flexible amb l'organització armada ETA, fet que va ocasionar diverses polèmiques. Va manifestar-se en diverses ocasions a favor del dret d'autodeterminació del poble basc i va oferir-se a fer de mitjancer a favor dels "presos polítics" bascos. La seva actitud va provocar el rebuig del papa Joan Pau II i de la Conferència Episcopal Espanyola, que va afavorir la seva jubilació l'any 2000.
Amb una marcada formació teològica, va escriure diversos llibres i articles sobre la moral política i social i sobre el dret canònic. El 2007 va publicar Un obispo vasco ante ETA, on advocava de nou per una postura dialogant amb la banda terrorista.
El 2003 va rebre la Medalla d'Or de Guipúscoa i el 2009 va ser escollit membre de Jakiunde, l'Acadèmia de les Arts i les Ciències del País Basc.